# ㅋㄷㅋㄷ코딩TV
《ㅋㄷㅋㄷ코딩TV》는 2017년 9월 8일부터 2019년 3월 8일까지 방영된 KBS 2TV 어린이 코딩 프로그램이다.

## 출연자
- 양띵
- 삼식
- 콩콩
- 서넹
- 루태

## 방송 시간
| 방송 채널 | 방송 기간                        | 방송 시간                       | 비고           |
| --------- | -------------------------------- | ------------------------------- | -------------- |
| KBS 2TV   | 2017년 9월 8일 ~ 2017년 9월 29일 | 금요일 오후 3시 20분 ~ 3시 50분 | 파일럿 (4부작) |
| KBS 2TV   | 2018년 3월 2일 ~ 2019년 3월 8일  | 금요일 오후 3시 30분 ~ 4시      | 정규 편성      |

## 코너

### 양띵×코딩 TV
- 크리에이터 양띵과 삼식, 콩콩, 서넹, 루태가 출연했다.

### 네오봇 마스터
- 20년 뒤인 2037년을 배경으로 했으며, 지누가 코딩 아카데미에서 여러 고난과 음모를 극복하여 최고의 코딩 프로그래머이자 로봇 조종사인 네오봇 마스터가 되는 과정을 그린 애니메이션이다.

## 시청률
파란색은 시청률 최저치, 빨간색은 시청률 최대치
| 회차       | 방송일           | 시청률 |
| ---------- | ---------------- | ------ |
| 파일럿 1회 | 2017년 9월 8일   | 0.2%   |
| 파일럿 2회 | 2017년 9월 15일  | 0.1%   |
| 파일럿 3회 | 2017년 9월 22일  | 0.2%   |
| 파일럿 4회 | 2017년 9월 29일  | 0.2%   |
| 1회        | 2018년 3월 2일   | 0.4%   |
| 2회        | 2018년 3월 9일   | 0.3%   |
| 3회        | 2018년 3월 23일  | 0.1%   |
| 4회        | 2018년 3월 30일  | 0.1%   |
| 5회        | 2018년 4월 6일   | 0.3%   |
| 6회        | 2018년 4월 13일  | 0.1%   |
| 7회        | 2018년 4월 20일  | 0.2%   |
| 8회        | 2018년 4월 27일  | 0.1%   |
| 9회        | 2018년 5월 4일   | 0.1%   |
| 10회       | 2018년 5월 11일  | 0.3%   |
| 11회       | 2018년 5월 18일  | 0.2%   |
| 12회       | 2018년 5월 25일  | 0.2%   |
| 13회       | 2018년 6월 1일   | 0.2%   |
| 14회       | 2018년 6월 8일   | 0.3%   |
| 15회       | 2018년 6월 15일  | 0.2%   |
| 16회       | 2018년 6월 22일  | 0.1%   |
| 17회       | 2018년 6월 29일  | 0.3%   |
| 18회       | 2018년 7월 6일   | 0.1%   |
| 19회       | 2018년 7월 13일  | 0.3%   |
| 20회       | 2018년 7월 20일  | 0.1%   |
| 21회       | 2018년 7월 27일  | 0.1%   |
| 22회       | 2018년 8월 3일   | 0.3%   |
| 23회       | 2018년 8월 10일  | 0.3%   |
| 24회       | 2018년 8월 17일  | 0.1%   |
| 25회       | 2018년 8월 24일  | 0.2%   |
| 26회       | 2018년 8월 31일  | 0.3%   |
| 27회       | 2018년 9월 7일   | 미집계 |
| 28회       | 2018년 9월 14일  | 미집계 |
| 29회       | 2018년 9월 21일  | 미집계 |
| 30회       | 2018년 9월 28일  | 미집계 |
| 31회       | 2018년 10월 5일  | 0.4%   |
| 32회       | 2018년 10월 12일 | 미집계 |
| 33회       | 2018년 10월 19일 | 0.3%   |
| 34회       | 2018년 10월 26일 | 미집계 |
| 35회       | 2018년 11월 2일  | 0.2%   |
| 36회       | 2018년 11월 9일  | 0.2%   |
| 37회       | 2018년 11월 16일 | 미집계 |
| 38회       | 2018년 11월 23일 | 미집계 |
| 39회       | 2018년 11월 30일 | 미집계 |
| 40회       | 2018년 12월 7일  | 미집계 |
| 41회       | 2018년 12월 14일 | 미집계 |
| 42회       | 2018년 12월 21일 | 미집계 |
| 43회       | 2018년 12월 28일 | 0.4%   |
| 44회       | 2019년 1월 4일   | 미집계 |
| 45회       | 2019년 1월 11일  | 0.3%   |
| 46회       | 2019년 1월 18일  | 미집계 |
| 47회       | 2019년 1월 25일  | 미집계 |
| 48회       | 2019년 2월 1일   | 미집계 |
| 49회       | 2019년 2월 8일   | 미집계 |
| 50회       | 2019년 2월 15일  | 미집계 |
| 51회       | 2019년 2월 22일  | 0.6%   |
| 52회       | 2019년 3월 8일   | 미집계 |